# فهرست آثار ملی شهرستان نهبندان
شهرستان نهبندان یکی از شهرستان‌های استان خراسان جنوبی واقع در شرق ایران است. مرکز این شهرستان، شهر نهبندان است.

## آثار ثبت‌شده
| ردیف | نام اثر                             | نگاره          | دیرینگی                   | موقعیت                                                                                           | شمارهٔ ثبت | تاریخ ثبت  | منبع  |
| ---- | ----------------------------------- | -------------- | ------------------------- | ------------------------------------------------------------------------------------------------ | --------- | ---------- | ----- |
| ۱    | مسجد جامع میغان                     | بارگذاری تصویر |                           | نهبندان، روستای میقان شهرستان بیر                                                                | ۱۸۸۱      | ۱۳۷۶/۰۵/۱۱ | [ ۱ ] |
| ۲    | قلعه نهبندان                        |                | اشکانی (پارت) ـ اسلامی    | نهبندان، بافت قدیم شهر، خ قائم ۳۱°۳۲′۰٫۵″ شمالی ۶۰°۲′۲۵٫۵″ شرقی / ۳۱٫۵۳۳۴۷۲°شمالی ۶۰٫۰۴۰۴۱۷°شرقی | ۱۹۳۴      | ۱۳۷۶/۰۴/۱۵ | [ ۲ ] |
| ۳    | مسجد چهکندوک                        |                | قاجاریه                   | شهرستان نهبندان، کیلومتری جنوب شرقی شهرستان بیرجند، روستای چهکندوک                               | ۳۹۷۵      | ۱۳۸۰/۰۷/۱۰ |       |
| ۴    | آسیاب بادی گوند                     |                | قاجاریه                   | ۱۷ کیلومتری شمال غربی شهرستان نهبندان، روستای گوند                                               | ۳۹۷۶      | ۱۳۸۰/۰۷/۱۰ |       |
| ۵    | آس‌بادهای چهار فرسخ                  |                | قاجاریه                   | ۳۰ کیلومتری شمال غرب نهبندان، روستای چهار فرسخ                                                   | ۳۴۶۵      | ۱۳۷۹/۱۲/۲۵ |       |
| ۶    | تپه چهار فرسخ                       |                | ساسانی                    | ۳۰ کیلومتری شمال غرب نهبندان، روستای چهارفرسخ                                                    | ۳۴۶۶      | ۱۳۷۹/۱۲/۲۵ |       |
| ۷    | آس‌بادهای رومه                       |                | اواخر قاجار               | شهرستان نهبندان، ۶۲ کیلومتری شمال غرب خوسف، ۸ کیلومتری شمال روستای میغان، روستای رومه            | ۳۴۵۵      | ۱۳۷۹/۱۲/۲۵ |       |
| ۸    | قلعه شاهدژ/ نهبندان                 |                |                           | ک ۵ شرق نهبندان برفرازکوه شاهدژ                                                                  | ۲۲۶۲      | ۱۳۷۷/۱۰/۲۷ |       |
| ۹    | آسبادهای نهبندان                    |                | قاجاریه                   | نهبندان، خ تعلیم                                                                                 | ۳۴۵۹      | ۱۳۷۹/۱۲/۲۵ |       |
| ۱۰   | قلعه قدیمی شوسف                     |                | اسلامی                    | ۴۵ک م غرب نهبندان، بخش شوسف، بر روی دامنه‌ای از تپه‌های ممتد از بخش شوسف                           | ۳۵۱۵      | ۱۳۷۹/۱۲/۲۵ |       |
| ۱۱   | قلعه سنگی بندان                     |                | اسلامی                    | شهرستان نهبندان، بخش مرکزی، روستای بندان                                                         | ۳۶۸۶      | ۱۳۷۹/۱۲/۲۵ |       |
| ۱۲   | قلعه میغان                          |                | تاریخی ـ اسلامی           | شهرستان نهبندان، روستای میغان                                                                    | ۳۶۸۷      | ۱۳۷۹/۱۲/۲۵ |       |
| ۱۳   | آسیابهای خوانشرف                    |                | قاجاریه                   | ۲ک م شمال نهبندان، دهستان نه، روستای خوانشرف                                                     | ۳۶۸۸      | ۱۳۷۹/۱۲/۲۵ |       |
| ۱۴   | محوطه تاریخی دژکاسگان               |                | قاجاریه                   | شهرستان نهبندان، روستای کاسگان                                                                   | ۳۹۶۱      | ۱۳۸۰/۰۷/۱۰ |       |
| ۱۵   | قلعه تیغدر                          |                | اسلامی                    | شهرستان نهبندان، روستای تیغدر                                                                    | ۳۹۶۲      | ۱۳۸۰/۰۷/۱۰ |       |
| ۱۶   | محوطه وتپه طبسین                    |                | اسلامی                    | ۷۰ کیلومتری شمال شرق شهرستان نهبندان، در مسیر جاده خوانشربه زابل، روستای طبس پایین               | ۳۹۶۳      | ۱۳۸۰/۰۷/۱۰ |       |
| ۱۷   | حوض‌انبارهای میغان                   |                | اواخر قاجار               | شهرستان نهبندان، روستای میغان                                                                    | ۳۹۶۴      | ۱۳۸۰/۰۷/۱۰ |       |
| ۱۸   | قلعه اکرم‌آباد                       |                | صفویه ـ قاجاریه           | شهرستان نهبندان، روستا شوسف، دو ک. م شرق روستای تیغدر                                            | ۳۹۶۵      | ۱۳۸۰/۰۷/۱۰ |       |
| ۱۹   | قلعه گوند                           |                | قاجاریه                   | ۱۷ کیلومتری شمال غربی شهرستان نهبندان، روستای گوند                                               | ۳۹۷۷      | ۱۳۸۰/۰۷/۱۰ |       |
| ۲۰   | قلعه زینل‌آباد                       |                | تیموریان                  | ۶۵ک م شمال شرقی نهبندان، جاده خوانشرف به زابل، روستای زینل آباد                                  | ۳۹۷۸      | ۱۳۸۰/۰۷/۱۰ |       |
| ۲۱   | قلعه خوانشرف                        |                | قاجاریه                   | استان خراسان، ۵ کیلومتری شرق شهرستان نهبندان، روستای خوانشرف                                     | ۴۴۶۴      | ۱۳۸۰/۰۹/۰۵ |       |
| ۲۲   | ساختمان امنیه (ژاندارمری)           |                | پهلوی                     | شهرستان نهبندان، ۲۰۰متری جنوب بخش شوسف                                                           | ۴۴۸۷      | ۱۳۸۰/۰۹/۰۵ |       |
| ۲۳   | مسجد عاشورا خانه                    |                | صفویه                     | شهرستان نهبندان، خیابان قائم                                                                     | ۴۴۸۸      | ۱۳۸۰/۰۹/۰۵ |       |
| ۲۴   | مدرسه هدایت                         |                | پهلوی اول (۱۳۰۷ ه‍.ش)       | شهرستان نهبندان، در محل میدان عاشوراخانه، ک هدایت                                                | ۴۴۸۹      | ۱۳۸۰/۰۹/۰۵ |       |
| ۲۵   | مسجد گلستان                         |                | اواخر قاجار               | شهرستان نهبندان، خیابان قائم، کوچه مسجد گلستان                                                   | ۴۴۹۰      | ۱۳۸۰/۰۹/۰۵ |       |
| ۲۶   | قلعه کلاته محمد خان                 |                | اوایل قاجار               | ۴۵ کیلومتری شهرستان نهبندان، یک کیلومتری روستای شیورو، ۵ کیلومتری شمالغرب شوسف                   | ۴۴۹۱      | ۱۳۸۰/۰۹/۰۵ |       |
| ۲۷   | آس‌بادهای همند                       |                | قاجاریه                   | شهرستان نهبندان، ۳۵ کیلومتری شمال نهبندان، روستای همند                                           | ۴۵۷۳      | ۱۳۸۰/۱۰/۱۱ |       |
| ۲۸   | قلعه چاه وک                         |                | قاجاریه                   | شهرستان نهبندان، بخش شوسف، روستای ده سلم                                                         | ۶۳۷۱      | ۱۳۸۱/۰۷/۰۷ |       |
| ۲۹   | مسجد طارق                           |                | اواخر صفویه               | شهرستان نهبندان، بخش شوسف، روستای طارق                                                           | ۶۳۷۲      | ۱۳۸۱/۰۷/۰۷ |       |
| ۳۰   | آب‌انبارهای رومه                     |                | قاجاریه                   | شهرستان نهبندان، بخش شوسف، دهستان میغان، ۲۰۰ متری شرق روستای رومه                                | ۶۳۷۳      | ۱۳۸۱/۰۷/۰۷ |       |
| ۳۱   | قلعه ده شیب                         |                | قاجاریه                   | شهرستان نهبندان، یک کیلومتری شرق روستای ده سلم                                                   | ۶۳۷۴      | ۱۳۸۱/۰۷/۰۷ |       |
| ۳۲   | محوطه تاریخی فرهنگی کلاته شاهپوری   |                | پیش از تاریخ ـ تاریخی     | استان خراسان، شهرستان نهبندان، بخش شوسف، روستای کلاته شاهپوری                                    | ۶۴۳۳      | ۱۳۸۱/۰۷/۰۷ |       |
| ۳۳   | قلعه دختر شوسف                      |                | تاریخی ـ اسلامی           | استان خراسان، شهرستان نهبندان، بخش شوسف، روستای شهر شوسف                                         | ۶۴۳۴      | ۱۳۸۱/۰۷/۰۷ |       |
| ۳۴   | پناهگاه زیر زمینی روستای خونیک علیا |                | هزاره دو و۱ ق‌م            | شهرستان نهبندان مجاور روستای خونیک علیا                                                          | ۶۸۷۰      | ۱۳۸۱/۱۰/۱۰ |       |
| ۳۵   | آسیاب بادی‌های میغان                 |                | قاجاریه                   | شهرستان نهبندان، بخش مرکزی، روستای میغان                                                         | ۹۳۱۲      | ۱۳۸۲/۰۵/۰۷ |       |
| ۳۶   | بند بخشدار                          |                | اواخر قاجار ـ اوایل پهلوی | شهرستان نهبندان، ۳ کیلومتری جنوب غرب شوسف                                                        | ۹۳۱۳      | ۱۳۸۲/۰۵/۰۷ |       |
| ۳۷   | قلعه قیاس‌آباد                       |                | قاجاریه                   | شهرستان نهبندان، بخش شوسف، دهستان عربخانه، روستای دهک                                            | ۹۳۱۴      | ۱۳۸۲/۰۵/۰۷ |       |
| ۳۸   | قلعه قدمگاه                         |                | افشاریه تا قاجاریه        | شهرستان نهبندان، بخش مرکزی در مجاورت روستای قدمگاه                                               | ۹۳۱۵      | ۱۳۸۲/۰۵/۰۷ |       |
| ۳۹   | مزار سید الحسین                     |                | اوایل قاجار               | شهرستان نهبندان، بخش شوسف، روستای دهک                                                            | ۹۳۱۶      | ۱۳۸۲/۰۵/۰۷ |       |
| ۴۰   | تپه بیچند                           |                | ساسانی                    | شهرستان نهبندان، بخش مرکزی، روستای بیچند                                                         | ۹۳۱۷      | ۱۳۸۲/۰۵/۰۷ |       |
| ۴۱   | قراولخانه کلاته سید علی             |                | اوایل قاجار               | شهرستان نهبندان، بخش مرکزی، مجاور روستای کلاته سید علی                                           | ۹۳۱۸      | ۱۳۸۲/۰۵/۰۷ |       |
| ۴۲   | دژ توتسک                            |                | تاریخی تا اسلامی          | شهرستان نهبندان، بخش شوسف، دهستان دهک، ۲۰۰ متری شرق روستای توتسک                                 | ۹۳۱۹      | ۱۳۸۲/۰۵/۰۷ |       |
| ۴۳   | سنگ‌نگاره رامینگان                   |                | تاریخی ـ اسلامی           | شهرستان نهبندان، بخش شوسف، روستای رامینگان                                                       | ۱۰۴۸۲     | ۱۳۸۲/۰۸/۰۲ |       |
| ۴۴   | خانه نعمت‌الله تقوی                  |                | قاجاریه                   | نهبندان، داخل بافت قدیم شهر                                                                      | ۱۲۵۷۸     | ۱۳۸۴/۰۵/۱۱ |       |